# Badminton-Europameisterschaft 1980
Die 7. Badminton-Europameisterschaften fanden in Groningen (Niederlande) zwischen dem 17. April und dem 20. April 1980 statt und wurden von der European Badminton Union und dem Nederlandse Badminton Bond ausgerichtet.

## Medaillengewinner
| Disziplin    | Gold | Silber | Bronze |
| ------------ | --- | --- | --- |
| Herreneinzel | Flemming Delfs | Morten Frost | Svend Pri |
| Herreneinzel | Flemming Delfs | Morten Frost | Ray Stevens |
| Dameneinzel  | Liselotte Blumer | Anette Börjesson | Jane Webster |
| Dameneinzel  | Liselotte Blumer | Anette Börjesson | Lena Axelsson |
| Herrendoppel | Claes Nordin Stefan Karlsson | Bengt Fröman Thomas Kihlström | Flemming Delfs Steen Skovgaard |
| Herrendoppel | Claes Nordin Stefan Karlsson | Bengt Fröman Thomas Kihlström | Mike Tredgett Ray Stevens |
| Damendoppel  | Jane Webster Nora Perry | Kirsten Larsen Pia Nielsen | Anne Skovgaard Dorte Kjær |
| Damendoppel  | Jane Webster Nora Perry | Kirsten Larsen Pia Nielsen | Alla Prodan Nadezhda Litvincheva |
| Mixed        | Mike Tredgett Nora Perry | Lars Wengberg Anette Börjesson | Billy Gilliland Christine Heatly |
| Mixed        | Mike Tredgett Nora Perry | Lars Wengberg Anette Börjesson | Derek Talbot Karen Chapman |
| Mannschaft   | Dänemark Flemming Delfs Morten Frost Svend Pri Steen Fladberg Steen Skovgaard Lene Køppen Pia Nielsen Dorte Kjær Kirsten Larsen Anne Skovgaard | England Ray Stevens Kevin Jolly Steve Baddeley Nick Yates Mike Tredgett Derek Talbot Barbara Sutton Jane Webster Karen Chapman Karen Bridge Nora Perry | Schweden Stefan Karlsson Thomas Kihlström Sture Johnsson Lars Wengberg Claes Nordin Bengt Fröman Anette Börjesson Lena Axelsson Christine Magnusson Karin Lindquist |

## Resultate

### Halbfinale
| Disziplin    | Sieger                         | Finalist                         | Ergebnis          |
| ------------ | ------------------------------ | -------------------------------- | ----------------- |
| Herreneinzel | Morten Frost                   | Svend Pri                        | 15–5, 15–8        |
| Herreneinzel | Flemming Delfs                 | Ray Stevens                      | 15–7, 15–3        |
| Dameneinzel  | Anette Börjesson               | Jane Webster                     | 11–5, 5–11, 11–2  |
| Dameneinzel  | Liselotte Blumer               | Lena Axelsson                    | 0–11, 11–4, 12–9  |
| Herrendoppel | Claes Nordin Stefan Karlsson   | Flemming Delfs Steen Skovgaard   | 15–3, 18–13       |
| Herrendoppel | Bengt Fröman Thomas Kihlström  | Mike Tredgett Ray Stevens        | 15–11, 15–10      |
| Damendoppel  | Jane Webster Nora Perry        | Anne Skovgaard Dorte Kjær        | 15–4, 15–6        |
| Damendoppel  | Kirsten Larsen Pia Nielsen     | Alla Prodan Nadezhda Litvincheva | 15–7, 15–11       |
| Mixed        | Mike Tredgett Nora Perry       | Billy Gilliland Christine Heatly | 6–15, 15–7, 18–13 |
| Mixed        | Lars Wengberg Anette Börjesson | Derek Talbot Karen Chapman       | 9–15, 15–9, 15–12 |

### Finale
| Disziplin    | Sieger                       | Finalist                       | Ergebnis           |
| ------------ | ---------------------------- | ------------------------------ | ------------------ |
| Herreneinzel | Flemming Delfs               | Morten Frost                   | 15–4, 1–15, 17–14  |
| Dameneinzel  | Liselotte Blumer             | Anette Börjesson               | 11–4, 11–6         |
| Herrendoppel | Claes Nordin Stefan Karlsson | Bengt Fröman Thomas Kihlström  | 18–16, 9–15, 15–13 |
| Damendoppel  | Jane Webster Nora Perry      | Kirsten Larsen Pia Nielsen     | 15–8, 15–13        |
| Mixed        | Mike Tredgett Nora Perry     | Lars Wengberg Anette Börjesson | 15–0, 15–6         |

## Mannschaften

### Endstand
- 1.  Dänemark
- 2.  England
- 3.  Schweden
- 4.  Niederlande
- 5.  Sowjetunion
- 6.  Deutschland
- 7.  Schottland
- 8.  Irland
- 9.  Wales
- 10.  Österreich
- 11.  Norwegen
- 12.  Belgien
- 13.  Tschechoslowakei
- 14.  Ungarn
- 15.  Finnland
- 16.  Jugoslawien
- 17.  Polen
- 18.  Island
- 19.  Schweiz
- 20.  Portugal
- 21.  Italien

## Medaillenspiegel
| Pos. | Country     | Gold | Silber | Bronze | Total |
| ---- | ----------- | ---- | ------ | ------ | ----- |
| 1    | Dänemark    | 2    | 2      | 3      | 7     |
| 2    | England     | 2    | 1      | 4      | 7     |
| 3    | Schweden    | 1    | 3      | 2      | 6     |
| 4    | Schweiz     | 1    | 0      | 0      | 1     |
| 5    | Schottland  | 0    | 0      | 1      | 1     |
| 5    | Sowjetunion | 0    | 0      | 1      | 1     |